# بلدية البيضاء
بلدية البيضاء منطقة تقع في القسم الشمالي الشرقي من ليبيا، وتعتبر مدينة البيضاء العاصمة الادارية للبلدية وكبرى مدن الجبل الأخضر وثاني أكبر بلدية في شرق البلاد من ناحية عدد السكان.

## تاريخ
تعتبر أول بلدية تشكلت بعد ثورة 17 فبراير واولى انتخابات بلدية جرت بها. 
استخدمت هذه المنطقة في وقت الاستعمار الإيطالي لليبيا كمخبأ ومنطقة قتال للمقاومين الليبيين ضد الاستعمار الإيطالي ومن أشهرهم البطل الليبي عمر المختار والمجاهد حسين الجويفي.

## التعليم

### الجامعات
- جامعة عمر المختار ـ البيضاء.

- جامعة محمد بن علي السنوسي ـ البيضاء.[4]

ويوجد فرع للجامعة الاسمرية بمدينة البيضاء.

كما يوجد العديد من الجامعات والمعاهد الخاصة المتركزة في مدينة البيضاء.

### المعاهد العليا
المعهد المهني العالي للمهن الشاملة ـ مدينة البيضاء.
المركز العالي الصحي ـ مدينة البيضاء.
المركز العالي للإمامة والخطابة ـ مدينة البيضاء.
المعهد التخصصي للدراسات الاسلامية ـ مدينة البيضاء.

## الجغرافيا

### التضاريس

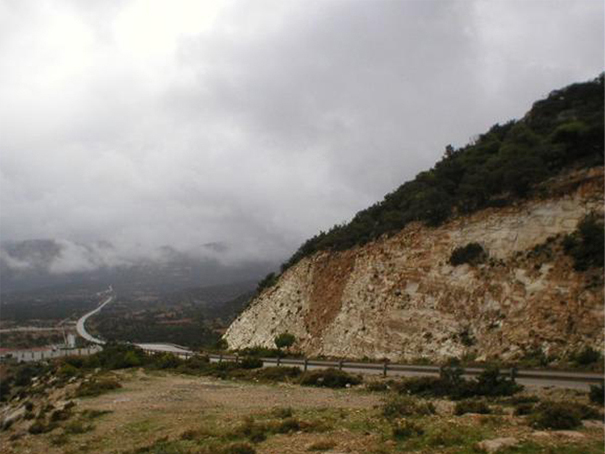
منظر من الجبل الأخضر في ليبيا الذي يعتبر الأكثر هطولا للمطر في ليبيا بمعدل يتراوح من 400 إلى 600 مليميتر.

يتميز الجبل الأخضر بتعدد أشكال الحياة البرية به، كما توجد به العديد من المحميات والمنتزهات الطبيعية منها منتزه وادي الكوف، كما تهطل الثلوج على مرتفعاته شتاء ومنها مدينة البيضاء.
يتكون الجبل الاخضر تضاريسا من ثلاث حافات رئيسية موازية للبحر نتيجة حركات الرفع المستمر وتقطع واجهته مجموعة من الاودية وشبكات الصرف وتعتبر اعلى منطقة فيه منطقة سيدي محمد الحمري وتتنوع التربة فيه وتوجد به تربة التيرريروزا
كما توجد فيه العديد من الكهوف والعيون الطبيعية والظاهرات الجيومورفولوجية الكارستية

### حيوانات الجبل الأخضر
تشتهر منطقة الجبل الأخضر بحيوانات وطيور عديده منها العقاب والغزال وشيهم المعروف محليا بصيد الليل والحجل والسليوه والكلاب والثعلب والذئب وحمام البري والأرنب البري والسلحفاة البرية والبحرية وبوم والغراب والخفاش والخلد والضبع.

## الإدارة المحلية

### المجلس البلدي
اجريت الانتخابات البلدية يوم 30 نوفمبر 2013، حيث يعتبر المجلس البلدي البيضاء من اوائل المجالس البلدية الليبية التي انتخبت في ليبيا، وتم انتخاب عميد البلدية من الاعضاء الفائزون يوم السبت الموافق 11 يناير 2014 .
يتكون المجلس البلدي من سبعة أشخاص: 
علي حسين محمد ابوبكر(عميد البلدية)-عبد الله مطول على يونس (نائب عميد).
أعضاء عن الفئة العامة: علي عبد العالي بلقاسم محمد ـ سعد سليمان محمد الحمري ـ على ادريس محمد التريكي.

### أهم المناطق داخل البلدية
- البيضاء
- الوسيطة
- سيدي محمد الحمري
- مسة
- مراوة
- قندولة
- قرية عمر المختار
- الخويمات
- اسلنطة
- أقفنطة
- الكوف
- بالحديد
- وردامة
- جردس جراري
- الجهاد